# Owstwick
Owstwick – osada w Anglii, w hrabstwie East Riding of Yorkshire. Leży 18 km na wschód od miasta Hull i 252 km na północ od Londynu.